# Ernest-Henri Demanne

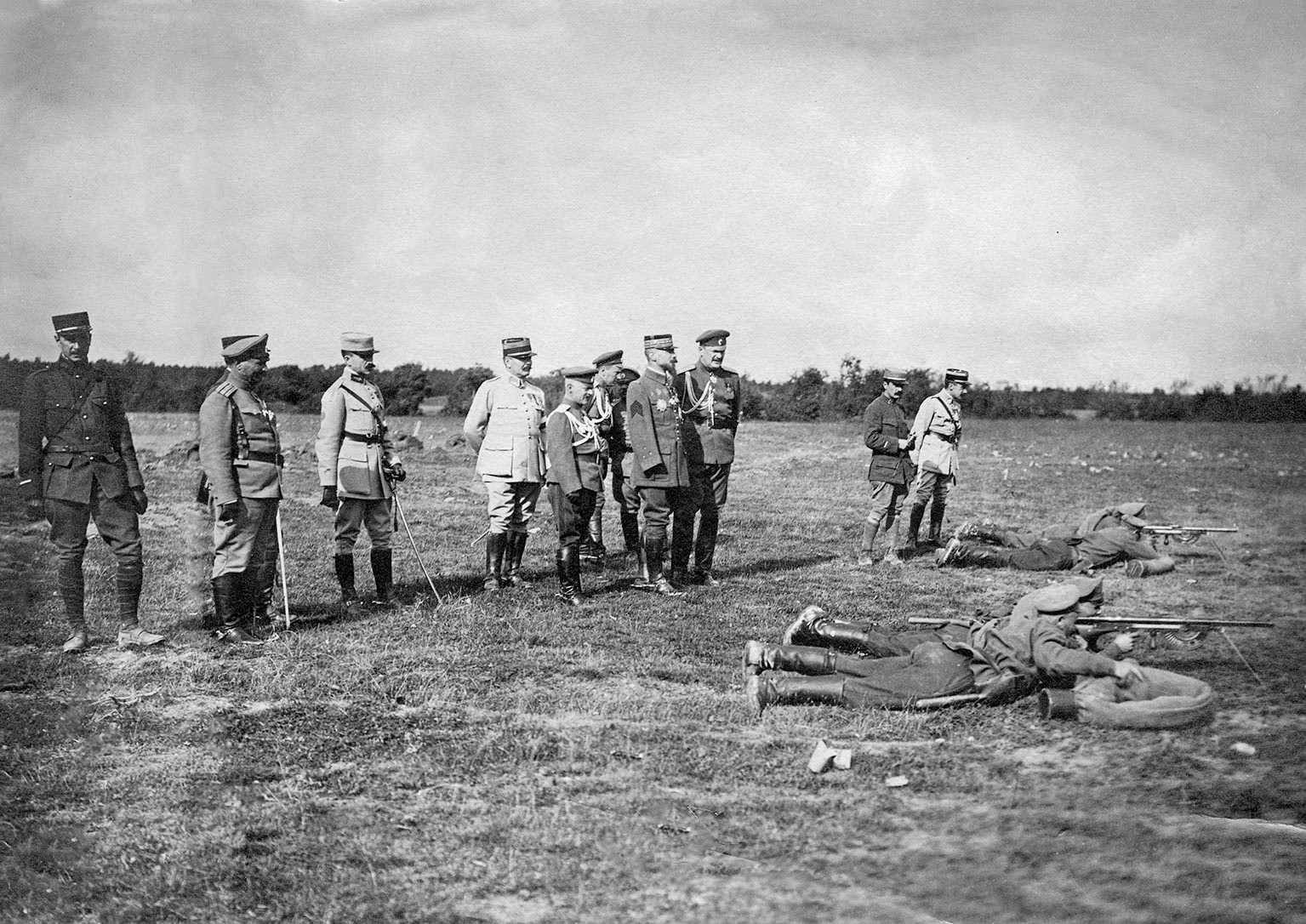
Manœuvre russe au camp de Mailly. Octobre 1916. À gauche, Henri-Ernest Demanne de la Mission française. Au centre, le général Gouraud, commandant la IVe Armée et le Général Marouchevosky, commandant la IIIe Brigade Russe.

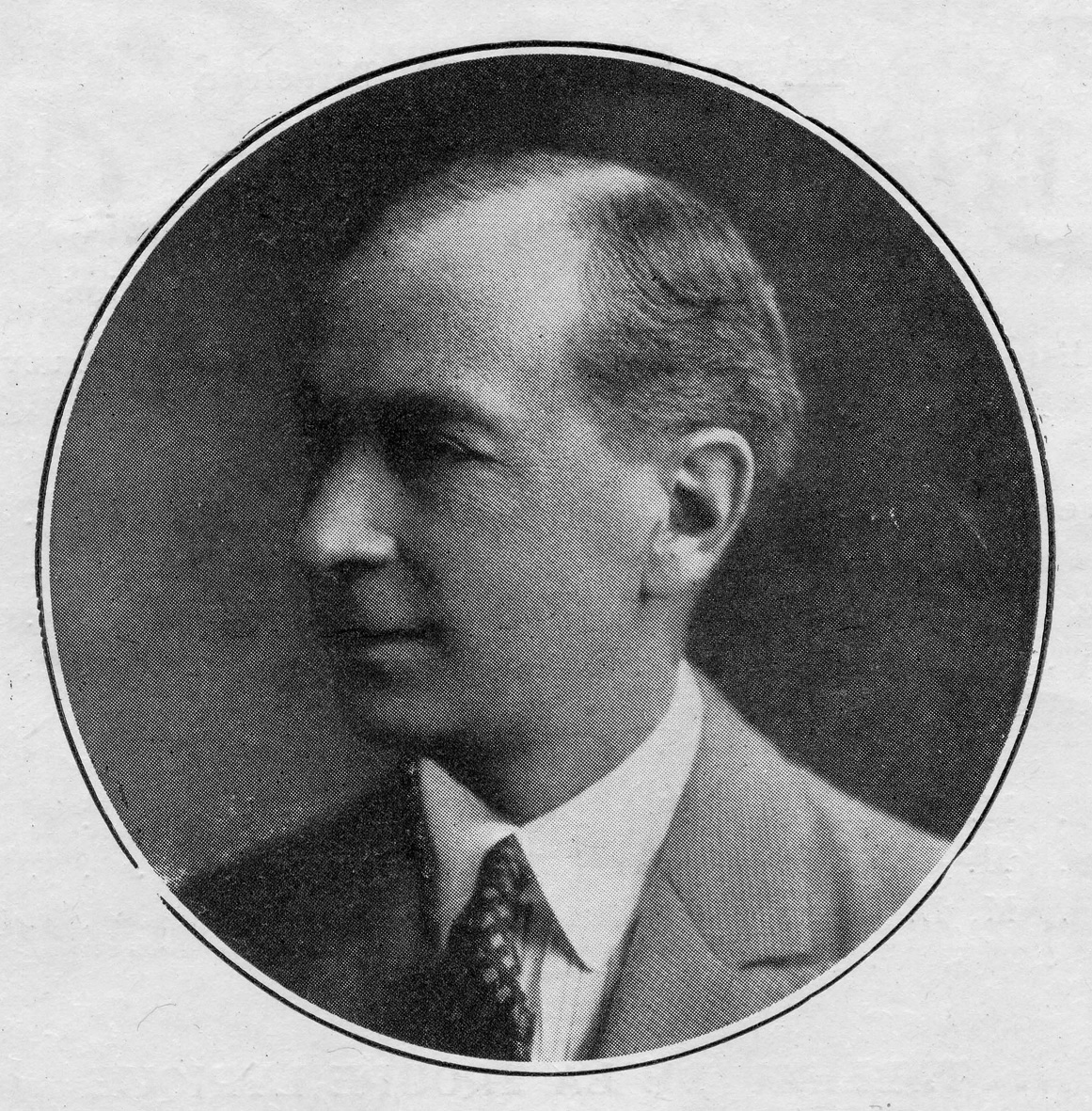
Henri Ernest Demanne en 1930, directeur du Théâtre municipal de Metz

Ernest Henri Demanne, né le 7 mai 1870 à Strasbourg et mort le 22 mars 1938 à Saint-Maurice, est un comédien français.

## Biographie
Fils d'Ernest Demanne, artiste dramatique, il a treize ans quand son père, ayant dû, pour conserver la nationalité française, quitter Strasbourg, devenue capitale d'Alsace-Lorraine depuis le traité de Francfort signé 3 jours après sa naissance, est engagé dans la troupe permanente du théâtre Michel à Saint-Pétersbourg. C'est dans cette ville qu'il termine ses études et fait ses débuts sur les planches. À vingt ans, il doit rentrer en France pour faire son service militaire. Démobilisé, il est engagé au théâtre municipal des Célestins de Lyon pour la saison 1891-92, puis pour deux saisons au Théâtre des Arts de Bordeaux (1892-1894), deux saisons au Théâtre royal du Parc de Bruxelles (1895-1897), et quatre saisons à Paris, théâtre du Gymnase et théâtre du Vaudeville (1897-1901) pendant lesquelles il aura plusieurs fois l'occasion de jouer avec Lucien Guitry.
Il fait ensuite une série de tournées en Autriche-Hongrie, Roumanie et Allemagne (1901), puis, avec la troupe Baret, en Turquie et en Égypte (1902). Après une saison au théâtre municipal des Célestins de Lyon (1904-1905) puis une au Grand Théâtre de Gand (1905-1906), il fait plusieurs tournées à l'étranger : Canada (1905-1906), Russie (1907, 1908, 1909). C'est au cours d'un spectacle au théâtre Michel de Saint-Pétersbourg en 1908 qu'il est décoré de l'ordre de Sainte-Anne.
Il revient dans sa ville natale pour la saison 1911-1912 puis, jusqu'à la guerre, fait de nombreuses tournées avec la troupe Baret dont il est également chargé de la surveillance générale des répétitions. Il a 44 ans quand éclate la guerre et sa connaissance de la langue le fait servir comme attaché auprès des troupes russes. Il sera blessé durant la campagne.
Après la guerre, il reprend ses activités avec la troupe Baret et joue à Liège, Annecy, Berck-Plage, Lens, etc. En 1929, il assure la direction du théâtre municipal de Metz, poste qu'il conservera pendant quatre saisons. Il occupera d'autres fonctions similaires jusqu'à sa mort en 1938. Il était officier d'Académie.
Il meurt le 22 mars 1938 à Saint-Maurice et est inhumé au cimetière du Père-Lachaise (85e division).

## Distinctions
- Officier d'académie.

## Théâtre
- 1891 : Le Monde ou l’on s’ennuie de Édouard Pailleron, théâtre municipal des Célestins de Lyon.
- 1891 : Le Duc de Ravinel de Louis Péricaud, théâtre des Célestins.
- 1891 : L’Abbé Constantin de Ludovic Halévy, adaptation de Pierre Decourcelle, théâtre des Célestins.
- 1891 : Nos bons villageois de Victorien Sardou, théâtre des Célestins.
- 1891 : Le Petit Jacques de Jules Clarétie, théâtre des Célestins.
- 1892 : la Joie fait peur d'Émile de Girardin, théâtre des Célestins.
- 1892 : Le Prince d'Aurec de Henri Lavedan, théâtre des Arts de Bordeaux.
- 1893 : Un mariage au chocolat de Paul Berthelot, théâtre des Arts de Bordeaux.
- 1894 : Un fil à la patte de Georges Feydeau,  Grand Cercle d'Aix-les-Bains.
- 1894 : Le Système Ribadier de Georges Feydeau, Grand Cercle d'Aix-les-Bains.
- 1894 : Le Brigadier de Bombignac de Alexandre Bisson, Grand Cercle d'Aix-les-Bains.
- 1895 : L'Ami des Femmes de Alexandre Dumas, Théâtre royal du Parc à Bruxelles.
- 1895 : Les Faux Bonshommes de Etienne Carjat, Théâtre royal du Parc.
- 1896 : Numa Roumestan de Alphonse Daudet, Théâtre royal du Parc.
- 1896 : Mademoiselle Ève de  Gyp, Théâtre royal du Parc.
- 1896 : Marcelle de Victorien Sardou, Théâtre royal du Parc.
- 1896 : L'Ami des femmes de Alexandre Dumas, Théâtre royal du Parc.
- 1896 : Froufrou de Ludovic Halévy et Henri Meilhac, Théâtre royal du Parc.
- 1896 : Cabotins d'Édouard Pailleron, Théâtre royal du Parc.
- 1896 : Les Rois en exil d'Alphonse Daudet et Paul Delair, Théâtre royal du Parc.
- 1897 : Monsieur Noir de Charles Dantin, théâtre du Gymnase.
- 1897 : La Jeunesse de Louis XIV d'Alexandre Dumas, théâtre du Gymnase.
- 1898 : Les Transatlantique d'Abel Hermant, théâtre du Gymnase.
- 1898 : Jalouse d'Alexandre Bisson, théâtre du Gymnase.
- 1898 : L'Aînée de Jules Lemaître, théâtre du Gymnase.
- 1898 : Pour l'honneur d'Alexandre de Blaskovich, théâtre du Gymnase.
- 1898 : L'Offense de M.Maurice Donnay, théâtre du Vaudeville.
- 1899 : Le Lys rouge d'Anatole France, théâtre du Vaudeville.
- 1899 :  Madame de Lavalette d'Émile Moreau, théâtre du Vaudeville.
- 1899 : Zaza de Pierre Berton et Charles Simon, théâtre du Vaudeville.
- 1899 : La Bonne Hôtesse d' Ambroise Janvier et Marcel Ballot, théâtre du Vaudeville.
- 1899 : Belle Maman de Victorien Sardou et Raymond Deslandes, théâtre du Vaudeville.
- 1899 : Rose d'automne de Auguste Dorchain, théâtre du Vaudeville.
- 1900 : La Robe rouge d' Eugène Brieux, théâtre du Vaudeville.
- 1900 : Georgette Lemeunier de Gustave Guiches, théâtre du Vaudeville.
- 1900 : Madame Sans-Gêne de Victorien Sardou et Émile Moreau, théâtre du Vaudeville.
- 1900 : Le Fils de l'étrangère de Desmirail, théâtre du Gymnase.
- 1900 : La Poigne de Jean Julien, théâtre du Gymnase.
- 1900 : Le Monsieur de chez Maxim d'Alfred Delilia, cercle de l'Union artistique.
- 1901 : Cyrano de Bergerac de Edmond Rostand, tournée en Autriche-Hongrie, Roumanie et Allemagne.
- 1902 : Ma fée de Pierre Veber et Maurice Soulié, tournée Charles Baret, théâtre Khédivial du Caire.
- 1902 : Main gauche de Pierre Veber, tournée Charles Baret, théâtre Khédivial du Caire.
- 1902 : Le Marquis de Villemer de Mme George Sand, tournée Charles Baret, théâtre Zizinia d'Alexandrie.
- 1902 : Dormez je le veux de Georges Feydeau, tournée Charles Baret, théâtre Zizinia d'Alexandrie.
- 1903 : La Dame de chez Maxim de Georges Feydeau, tournée Vast, Nouveau théâtre de Lyon.
- 1903 : Éducation de prince de Maurice Donnay, Nouveau théâtre de Lyon.
- 1904 : La Bâillonnée de Pierre Decourcelle, théâtre des Célestins.
- 1904 : La Caroline de Maurice Vaucaire et Félix Galipaux, Casino municipal de Nice.
- 1904 : Truc du Brélien de Paul Armont et Nicolas Nancey, théâtre des Célestins.
- 1904 : Trois anabaptistes de Alexandre Bisson, théâtre des Célestins.
- 1904 : Les Cambrioleurs de Paris de Henri Kéroul, théâtre des Célestins.
- 1904 / 1905 : Tournées Théâtres des Nouveautés, Montréal.
- 1905 : Une affaire scandaleuse de Maurice Ordonneau, théâtre des Célestins.
- 1905 : Un héros de Edmond Fleg, théâtre des Célestins.
- 1905 : L'Enfant du miracle de Paul Gavault et Robert Charvay, Casino d'Uriage.
- 1908 : L'Usurier de Thomas Corneille, théâtre Michel.
- 1912 : Papa de Robert de Flers et Gaston Arman de Caillavet, théâtre municipal de Strasbourg.
- 1912 : L’Assaut de Henry Bernstein, tournée Baret au théâtre du Casino municipal de Trouville-sur-Mer.
- 1913 : L’Idée de Françoise de Paul Gavault, Tournée Baret en Alsace (Mulhouse, Sainte-Marie-aux-Mines, Strasbourg et Colmar).
- 1913 : Les Maris de Léontine de Alfred Capus, tournée Baret en Alsace (Mulhouse, Sainte-Marie-aux-Mines, Strasbourg et Colmar).
- 1913 : L’Anglais tel qu'on le parle de Tristan Bernard, tournée Baret.
- 1913 : La Gamine de Pierre Veber, tournée Baret en Alsace.
- 1913 : Le Grillon du foyer de Ludovic de Francmesnil, tournée Baret en Alsace.
- 1913 : Asile de nuit de Max Maurey, tournée Baret en Alsace =.
- 1920 : Primerose de Robert de Flers et Gaston Armand de Caillavet, tournée Baret au théâtre du Gymnase de Liège.
- 1920 : Le Retour de Robert de Flers et Francis de Croisset, tournée Baret au théâtre du Gymnase de Liège.
- 1920 : Et moi j'te dis qu'elle t'a fait de l'œil de Maurice Hennequin, tournée Baret au théâtre du Gymnase de Liège.
- 1921 : Chouchou de Pierre Veber et Henri de Gorsse, tournée Baret au théâtre d'Annecy.
- 1923 : La Danseuse éperdue de René Fauchois, tournée Baret au Grand Casino de Berck-Plage.
- 1926-1927 : Romance de Robert de Flers et Francis de Croisset, tournée Baret au Casino de la Plage d'Arcachon puis Majestic de Lens.

## Filmographie
- 1923 : L'Affaire du courrier de Lyon, film de Léon Poirier : le père Audebert.
- 1925 : Le Roi de la pédale, film de Maurice Champreux : le directeur de l'usine de cycles.

## Sources
- « Travaux de Dominique Barbier sur la famille de Manne / Demanne », 2010 (consulté le 5 janvier 2022).
- « Tournée Montréal Canada », sur Collections Canada, octobre 1904, mars 1905 (consulté le 5 janvier 2022).